# Luebo
Luebo   este un oraș  în  partea de central-sudică a Republicii Democrate Congo. Este reședința  provinciei  Kasaï.